# Alice Merryweather
Alice Merryweather est une skieuse alpine américaine, née le 5 octobre 1996.

## Biographie
Alice Merryweather débute dans la Coupe nord-américaine en 2012. Elle obtient son premier podium en 2015.
Elle débute en Coupe du monde en janvier 2016. Elle marque ses premiers points en décembre 2017 avec une 24e place sur le super G de Val d'Isère. Elle devient entre-temps championne du monde junior de descente à Åre.
Aux Jeux olympiques d'hiver de 2018, elle est 15e du combiné et 42e du slalom. Lors de l'hiver 2018-2019, elle est régulièrement dans le top vingt en Coupe du monde. Elle obtient son premier top dix en janvier 2019, en terminant huitième de la descente de Garmisch-Partenkirchen.
Elle participe aux Championnats du monde 2019.

## Palmarès

### Jeux olympiques
| Édition / Épreuve   | Combiné | Slalom |
| ------------------- | ------- | ------ |
| JO 2018 Pyeongchang | 15e     | 42e    |

### Championnats du monde
| Épreuve / Édition | Åre 2019 |
| ----------------- | -------- |
| Super G           | 20e      |
| Descente          | 22e      |
| Combiné           | 18e      |

### Coupe du monde
- Meilleur classement général : 65e en 2019.
- Meilleur résultat : 8e.

| Année/Classement | Général | Général | Descente | Descente | Slalom | Slalom | Slalom géant | Slalom géant | Super G | Super G | Combiné | Combiné |
| Année/Classement | Class.  | Points  | Class.   | Points   | Class. | Points | Class.       | Points       | Class.  | Points  | Class.  | Points  |
| ---------------- | ------- | ------- | -------- | -------- | ------ | ------ | ------------ | ------------ | ------- | ------- | ------- | ------- |
| 2018             | 119e    | 7       | -        | -        | -      | -      | -            | -            | 47e     | 7       | -       | -       |
| 2019             | 65e     | 76      | 27e      | 72       | -      | -      | -            | -            | 49e     | 2       | 29e     | 2       |

### Championnats du monde junior
- Åre 2017 :
  -  Médaille d'or en descente.

### Coupe nord-américaine
- Vainqueur du classement de la descente en 2017.
- 2 victoires.

Palmarès à l'issue de la saison 2018-2019